# 蒂娜·德雷福斯
蒂娜·德雷福斯（法語：Dina Dreyfus，法語：[dʁɛˈfys]）；又名蒂娜·李維史陀（法語：Dina Levi-Strauss，(法語：[levi stʁos]；1911年2月1日—1999年2月25日），是法國民族学、人类学、社会学和哲学學家，主要研究南美洲的文化，在巴西圣保罗大学創辦了民族學學會。
蒂娜與人類學家克勞德·李維-史陀在1932年結婚。李維史陀與蒂娜一起工作時對民族學產生了濃厚的興趣。1935年與馬里奧·安德拉德創辦了巴西第一個民族學學會，1936~1938年蒂娜與丈夫在马托格罗索州和朗多尼亚州對瓜伊庫魯（Guaycuru）和波洛洛（Bororo）做文化研究的田野調查。在對納比克瓦拉人（Nambikwara）做研究時蒂娜感染了一種眼疾，這使得她必須返回法國，留下了丈夫李維史陀完成研究，後來蒂娜與李維史陀離婚了。
接下來的十幾年，前夫李維史陀在人類學領域的知名度大增，而蒂娜對丈夫的影響和一起去做田野調查的貢獻都被遺忘。直到1955年李維史陀出版的《憂鬱的熱帶》提到了他在巴西經歷，他只提到了蒂娜一次，直到最後一次描述必須分開的那一刻。李維史陀於1938年回到法國，1939年與蒂娜分居，並於1945年離婚，1946年李維史陀與蘿絲瑪麗·於爾莫（Rose Marie Ullmo）再婚。蒂娜將她的姓氏從李維史陀改回原本的德雷福斯。
這之後蒂娜在一所公立高中擔任哲學老師。1950年代她發表了關於喬治·貝爾納諾斯西蒙娜·韦伊的文章；1960年代她翻譯了大卫·休谟和西格蒙德·弗洛伊德的著作。